# Matthew Stewardson
Matthew Stewardson (Joanesburgo, 11 de dezembro de 1974 - 10 de dezembro de 2010) foi um ator e apresentador de rádio e televisão sul-africano.